# Абдаллах (султан Марокко)
Абдаллах ібн Ісмаїл (араб. مولاي عبد الله; нар. 1694 — 10 листопада 1757) — 5-й султан Марокко з династії Алауїтів в 1729—1734, 1736, 1740–1741, 1741–1742, 1743–1747 і 1748–1757 роках. Повне ім'я Абу Аббас Мулай Абдаллах аль-Хатіб ібн Ісмаїл ас-Самін. Знаний як Мулай Абдаллах. У дослідників відомий також як Абдаллах I (за нумерацією Алауїтів) та Абдаллах II чи Абдаллах IV (з врахування султанів з династії Саадитів).

## Життєпис
Син султана Мулая Ісмаїла та Хіната бінт Баккар, представниці арабського племені удайя. Народився 1694 року в Мекнесі. Про молоді роки обмаль відомостей. 1729 році після смерті брата — султана Мулай Ахмада за підтримки абід аль-бухарі (негритянської гвардії), яку підкупила його мати, посів трон Марокко, відсторонивши небожа Абу Фаріса. 
Невдовзі проти нього повстав в Фесі Абу-Фаріс та інші родичі. Після 6-місячної облоги місто було захоплено. Намагався зміцнити владу в державі, обмежити вплив гвардії. Разом з тим у Середньому Атласі спалахнуло повстання берберських племен, яке не вдалося придушити. В цей час туареги, скоиставшись боротьбою за владу в Марокко почали атакувати пашалик Тімбукту.
У 1734 році абід аль-бухарі повалило Абдаллаха, передавши трон його братові Алі. Втім Абдаллаху вдалося врятуватися, сховавши в Ваді-Нун, серед племені матері удайя. За підтримки останніх 1736 року повалив Алі, відновившись на троні 12 травня. Але вже 8 серпня його було повалено абід аль-бухарі знову, посадивши на трон іншого брата — Мухаммеда. Він втік до берберів племені айт-ідрасан.
У лютому 1740 року, зібравши нові війська виступив проти брата Мулай аль-Мустаді, що на той час отримав трон. Абдаллаху вдалося захопити Мекнес і Фес. Але проти нього виступив Ахмад ар-Риф, намісник Танжеру, що підтримав Мулая аль-Мустаді. Втім війська султана здолали заколотників. Проте 13 червня 1741 року Абдаллаха знову було повалено абід аль-бухарі, які зробили султаном Зайн аль-Абідіна. Абдаллаху на допомогу прибули бербери-санхаджа, з якими він завдав поразки суперникові й 24 листопада 1741 року відновився на троні.
3 лютого 1742 року зазнав чергової поразки від абід аль-бухарі, втративши владу на користь Мулая аль-Мустаді. У травні 1743 року завдав поразки спочатку абід аль-бухарі, а потім Ахмаду ар-Рифу, в результаті чого повернувся до влади. Втім у 1747 році повалений аль-Мустаді. 1748 року його син Мухаммед, намісник Марракешу, переміг останнього та відновив Абдаллаха на троні.
Зберіг владу до самої смерті у 1757 році в Мекнесі. Поховано у мечеті мулай Абдаллаха в Фесі. Спадкував син Мухаммед III.